# Wii U
Wii U (/ˌwiː ˈjuː/WEE YOO) là một máy chơi trò chơi điện tử tại gia được phát triển bởi Nintendo và kế thừa Wii. Hệ máy đã được phát hành vào tháng 11 năm 2012  và là hệ máy chơi trò chơi điện tử tại gia đầu tiên của thế hệ thứ 8 cạnh tranh với PlayStation 4 của Sony và Xbox One của Microsoft.
Wii U là máy chơi trò chơi điện tử Nintendo đầu tiên hỗ trợ đồ họa HD. Bộ điều khiển chính của hệ thống là Wii U GamePad, có một màn hình cảm ứng điện trở, các nút định hướng, cần điều khiển analog và các nút hành động. Màn hình có thể được sử dụng như một phần bổ sung cho màn hình chính hoặc trong các trò chơi được hỗ trợ để chơi trò chơi trực tiếp trên GamePad. Wii U Pro Controller có thể được sử dụng thay thế như một giải pháp thay thế truyền thống hơn. Wii U tương thích ngược với tất cả phần mềm và phụ kiện của Wii. Trò chơi có thể hỗ trợ bất kỳ sự kết hợp nào giữa GamePad, Wii Remote, Nunchuk, Balance Board hoặc Classic Controller của Nintendo hoặc Wii U Pro Controller. Chức năng trực tuyến xoay quanh nền tảng Nintendo Network và Miiverse, một dịch vụ mạng xã hội tích hợp cho phép người dùng chia sẻ nội dung trong các cộng đồng dành riêng cho một trò chơi nhất định.
Wii U đã nhận được phản ứng khá tích cực, bao gồm lời khen ngợi cho bộ điều khiển GamePad, cải tiến chức năng trực tuyến trên Wii, khả năng tương thích ngược với phần mềm Wii hiện có và tay cầm, giá cả tốt. Tuy nhiên, Wii U cũng nhận được rất nhiều chỉ trích, bao gồm GamePad có tuổi thọ pin ngắn Nó có doanh số bán hàng thấp, chủ yếu là do không có nhiều trò chơi khởi chạy được hỗ trợ bởi bên thứ ba và tiếp thị kém bao gồm việc thiếu phân biệt rõ ràng chức năng độc đáo của GamePad so với việc chỉ là một thiết bị máy tính bảng. Wii U chính thức ngừng sản xuất vào tháng 1 năm 2017. Vào ngày 3 tháng 3 năm 2017, Nintendo đã phát hành một hệ máy mới, Nintendo Switch, mặc dù Wii U đã được ghi nhận cho một số khái niệm tiên tiến đã được cải tiến trong Switch.

## Lịch sử

### Phát triển
Hệ máy này lần đầu tiên được hình thành vào năm 2008, sau khi Nintendo nhận ra một số hạn chế và thách thức với Wii, chẳng hạn như nhận thức của công chúng nói rằng hệ máy này chủ yếu phục vụ cho người chơi "bình thường" Với Wii U, Nintendo mong muốn lôi kéo lại những game thủ "cốt lõi". Nhà thiết kế Miyamoto Shigeru thừa nhận việc thiếu đồ họa HD và giới hạn về cấu trúc mạng cho Wii cũng góp phần vào việc tách biệt so với các hệ máy của đối thủ cạnh tranh, PlayStation 3 và Xbox 360. Nó đã được quyết định một hệ máy mới sẽ phải được phát triển để phù hợp với những thay đổi quan trọng về cấu trúc. Các ý tưởng về hướng đi cho hệ máy mới đã dẫn đến rất nhiều cuộc tranh luận trong công ty và dự án đã bắt đầu lại từ đầu đến vài lần. Khái niệm về màn hình cảm ứng được tích hợp trong máy được lấy cảm hứng từ ánh sáng màu xanh trên khay đĩa Wii chiếu sáng để hiển thị thông báo mới. Miyamoto và nhóm của ông muốn thêm một màn hình nhỏ để cung cấp thông tin phản hồi của trò chơi và thông báo trạng thái cho người chơi (tương tự như VMU cho Dreamcast của Sega). Phần lớn trong quá trình phát triển sau này, điều này đã đưa đến một màn hình đầy đủ có thể hiển thị toàn bộ các trò chơi đang được chơi, một khái niệm từng được đề xuất nhưng không khả thi về mặt tài chính trước đó.
Tin đồn xung quanh hệ máy bắt đầu xuất hiện trong năm 2010, với suy đoán về bản sửa đổi sắp tới của Wii được lên lịch cho năm 2011 được gọi là "Wii HD", có thể hỗ trợ video độ nét cao và ổ đĩa Blu-ray. Tuy nhiên, cố Chủ tịch Nintendo, Iwata Satoru, nhận thấy "không có lý do quan trọng" để tích hợp HD vào Wii và cho rằng một bổ sung như vậy sẽ phù hợp hơn cho hệ máy kế nhiệm. Miyamoto cũng bày tỏ sự quan tâm của Nintendo khi làm việc với đồ họa HD, nhưng làm rõ rằng công ty chủ yếu tập trung vào lối chơi. Vào tháng 10 năm 2009, Miyamoto nói rằng Nintendo không có kế hoạch cụ thể về hệ máy tiếp theo, nhưng nghĩ rằng hệ máy mới sẽ tiếp tục tính năng điều khiển chuyển động và cũng mong đợi nó sẽ trở nên "gọn hơn" và rẻ hơn. Iwata cũng đề cập rằng kế nhiệm của Wii có thể tương thích với 3D nhưng kết luận rằng tỷ lệ của TV 3D phải tăng lên ít nhất 30% trước đã. Vào năm 2010, Nguyên Chủ tịch Nintendo của Hoa Kỳ Reggie Fils-Aimé nhận xét ông cảm thấy "tự tin Wii sẽ vẫn còn sống lâu dài" và tuyên bố hệ máy kế nhiệm sẽ không được ra mắt trong tương lai gần.
Sau khi trình bày tại E3 2010, Iwata tiết lộ với BBC rằng Nintendo sẽ bắt đầu công bố một hệ máy mới một khi nó "hết ý tưởng với phần cứng hiện tại và không thể mang đến cho người dùng những bất ngờ có ý nghĩa hơn với công nghệ". Sau đó, tại cuộc họp của một nhà đầu tư, ông tiết lộ Nintendo "tất nhiên đang nghiên cứu và phát triển hệ máy tiếp theo cho Wii", nhưng đồng thời giữ bí mật khái niệm của nó bởi vì nó thực sự quan trọng đối với việc kinh doanh của ông. Fils-Aimé cũng tuyên bố hệ máy kế tiếp của Nintendo có thể sẽ không có tính năng lập thể 3D, dựa trên công nghệ 3D mà Nintendo đã thử nghiệm.
Vào tháng 4 năm 2011, một nguồn tin chưa được công nhận cho biết Nintendo đang lên kế hoạch cho ra mắt sản phẩm kế thừa Wii được biết đến với tên gọi "Project Café" tại buổi thuyết trình E3 2011. Café đã được tuyên bố là một giao diện điều khiển độ nét cao, cũng sẽ có khả năng tương thích ngược với phần mềm Wii. Có các báo cáo khác nhau xung quanh tay cầm của hệ máy mới, cho thấy thiết bị giống như máy tính bảng có màn hình cảm ứng và khả năng truyền trực tuyến trò chơi từ máy đến màn hình, trong khi những người khác cho rằng tay cầm sẽ có tính năng của tay cầm GameCube và có cần điều khiển kép, nút vai và các nút bấm.

### Công bố

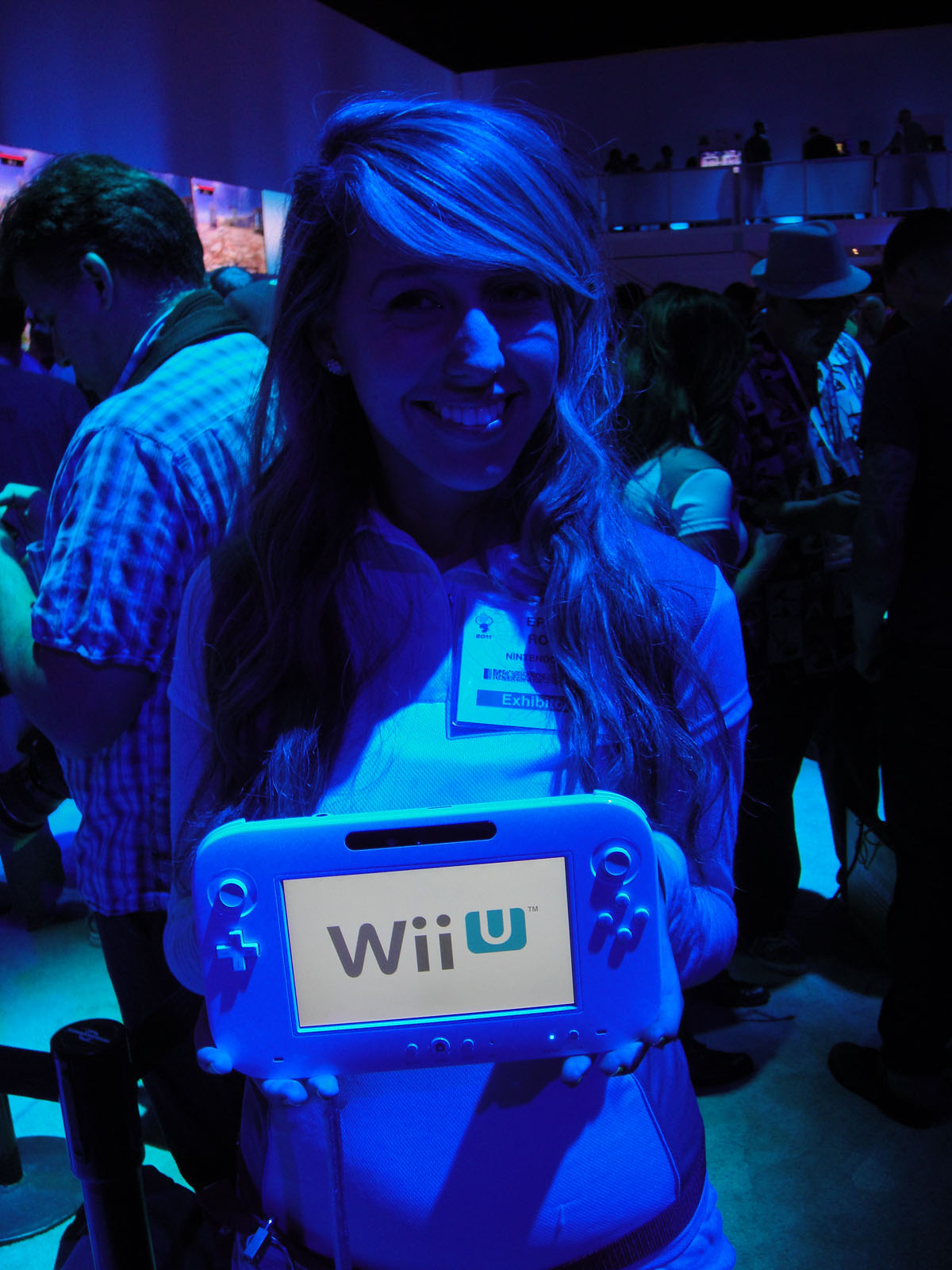
Nguyên mẫu Wii U GamePad ban đầu xuất hiện tại E3 2011, được gọi là "Bộ điều khiển mới" vào thời điểm đó

Vào ngày 25 tháng 4 năm 2011, Nintendo ra tuyên bố chính thức về hệ máy kế tục từ thành công của Wii, sẽ được phát hành trong năm 2012 và giới thiệu tại E3 2011. Phát biểu tại hội nghị của một nhà đầu tư, Iwata nói hệ máy kế nhiệm Wii sẽ "đem lại trải nghiệm mới cho hệ máy trò chơi gia đình."  Ông cũng xác nhận thiết bị sẽ không phát hành trong năm tài chính 2012, đồng nghĩa nó sẽ phát hành sau tháng 4 năm 2012. Vào đầu tháng 6, Nikkei đã đưa ra một báo cáo xác nhận những tin đồn trước đó là hệ máy sẽ có bộ điều khiển với màn hình cảm ứng 6 inch có thể điều khiển các trò chơi như máy tính bảng cũng như pin và máy ảnh có thể sạc lại.
Project Café được chính thức công bố là Wii U trong cuộc họp báo của Nintendo tại E3 2011 do Nguyên Chủ tịch Nintendo của Hoa Kỳ, Reggie Fils-Aimé; ông giải thích rằng Wii U sẽ là "một hệ máy tất cả chúng ta có thể cùng nhau tận hưởng, nhưng cũng là một hệ máy được thiết kế riêng cho bạn". Không có tựa game đầu tiên nào cho Wii U được chính thức công bố trong suốt bài thuyết trình, nhưng một số hãng thứ ba đã công bố tựa game cho Wii U trong một video được ghi trước, khả năng lớn là trò chơi Super Smash Bros. mới. Giám đốc điều hành - sau này - của Electronic Arts là John Riccitiello, đã xuất hiện trên sân khấu để thảo luận về các kế hoạch tiềm năng của công ty đối với các sản phẩm trên Wii U. Phần cứng thử nghiệm và một loạt các bản trình diễn công nghệ có sẵn cho người tham dự, giới thiệu các khái niệm gameplay và khả năng công nghệ của hệ máy - bao gồm bản chơi thử đồ họa theo chủ đềThe Legend of Zelda và New Super Mario Bros. U.
Trong hai ngày sau khi ra mắt Wii U, cổ phiếu của Nintendo đã giảm 10%, xuống mức chưa từng thấy kể từ năm 2006. Một số nhà phân tích bày tỏ hoài nghi về việc bổ sung một màn hình cảm ứng thì ít sáng tạo hơn so với Wii Remote gốc. Khi được hỏi về việc liệu Wii U có hỗ trợ 3D lập thể thông qua TV 3D hay không, Iwata nói đó không phải là lĩnh vực mà họ đang tập trung.
Vào ngày 26 tháng 1 năm 2012, Iwata thông báo Wii U sẽ được ra mắt vào cuối mùa mua sắm 2012 ở tất cả các khu vực chính và thông số kỹ thuật cuối cùng của nó sẽ được tiết lộ tại E3 2012. Ông cũng nói hệ máy sẽ có một hệ thống trực tuyến thống nhất được gọi là Nintendo Network, có tính năng hỗ trợ tài khoản người dùng thay vì sử dụng mã số bạn bè. Nintendo Network cũng sẽ cung cấp khuôn khổ cho tương tác nhiều người trực tuyến, nội dung bổ trợ, cũng như phân phối trực tuyến các ứng dụng và trò chơi điện tử. Iwata đã đề cập Wii U GamePad sẽ hỗ trợ NFC, điều này sẽ cho phép máy tương tác không dây với các mô hình và thẻ. Nó cũng sẽ có các giao dịch vi mô không dây bằng cách sử dụng thẻ tín dụng với sự hỗ trợ của NFC.
Vào ngày 13 tháng 9 năm 2012, Nintendo thông báo Wii U sẽ ra mắt tại Nhật Bản vào ngày 8 tháng 12 năm 2012. Sau đó, Nintendo thông báo ngày ra mắt tại Bắc Mỹ sẽ là ngày 18 tháng 11 năm 2012. Nintendo của châu Âu và Nintendo Australia cũng thông báo Wii U sẽ được phát hành ở cả hai khu vực vào ngày 30 tháng 11 năm 2012. Trong một cuộc phỏng vấn với GameSpot ngày hôm sau, Giám đốc tiếp thị sản phẩm cao cấp của Nintendo, Bill Trinen, thừa nhận rằng việc tiếp thị trước khi ra mắt của Nintendo đã tập trung quá nhiều vào Game Pad, đến mức một số người dùng nhầm tưởng thiết bị này như một phụ kiện cho Wii hiện tại chứ không phải là một thành phần của một nền tảng hoàn toàn mới. Trinen đảm bảo rằng tài liệu quảng cáo trong tương lai cho hệ máy, bao gồm cả bao bì của nó, sẽ bao gồm cả máy Wii U và GamePad.

## Phát hành
Wii U ban đầu được phát hành thành hai nhóm: gói Basic và gói Deluxe (Mỹ) / Premium (toàn cầu). Gói Basic có Wii U màu trắng với dung lượng lưu trữ 8G, Wii U GamePad màu trắng, bút cảm ứng và cáp HDMI màu trắng, trong khi gói Deluxe (Mỹ) / Premium (toàn cầu) có Wii U màu đen với 32 GB dung lượng lưu trữ, GamePad màu đen và bút cảm ứng, cáp HDMI và quảng cáo Nintendo Network Premium, trò chơi Nintendo Land  (trừ Nhật Bản), cũng như chân đỡ máy, bộ điều khiển và thanh cảm biến (trừ Nhật Bản).  Wii U ra mắt tại Bắc Mỹ có giá 299,99 USD cho bộ Basic và 349,99 USD cho Deluxe Set. Máy được giới thiệu ở Châu Âu, Úc và Nam Phi, với giá cả của châu Âu do các nhà bán lẻ đặt ra. Máy được giới thiệu tại Nhật Bản có giá ¥26.250 cho Basic Set và ¥31.500 cho Premium Set.

### Sau phát hành
Vào ngày 13 tháng 7 năm 2013, Nintendo phát hành một phiên bản màu trắng của gói Premium tại Nhật Bản, gồm đế sạc pin và bộ sạc chính thức cho Wii Remote. Pin có khả năng chơi khoảng 3 giờ trước khi cần sạc lại. Vào ngày 25 tháng 7, công ty đã phát hành một gói pin cải tiến cho Wii U GamePad. Trái ngược với pin 1500mAh tiêu chuẩn đi kèm với máy, gói pin 2550mAh mới có có tuổi thọ từ năm đến tám giờ mới cần sạc lại.
Vào ngày 28 tháng 8 năm 2013, Nintendo thông báo mô hình Deluxe (Mỹ) / Premium (toàn cầu) 32 GB sẽ giảm giá từ 349,99 USD xuống 299,99 USD ở Bắc Mỹ. Việc giảm giá có hiệu lực vào ngày 20 tháng 9 năm 2013. Tại châu Âu, Nintendo không xác nhận giảm giá chính thức kể từ khi các nhà bán lẻ cá nhân tự đặt giá riêng. Tuy nhiên, bắt đầu từ ngày 4 tháng 10 năm 2013, công ty đã giảm giá bán buôn của hệ thống cho các nhà bán lẻ. Trùng hợp với việc giảm giá, Nintendo phát hành một phiên bản gói Wii U Deluxe giới hạn The Legend of Zelda: The Wind Waker HD. Gói này bao gồm một máy Wii U màu đen với 32 GB dung lượng lưu trữ, một Wii U GamePad màu đen được trang trí với biểu tượng Triforce vàng và các biểu tượng khác, mã tải xuống của trò chơi và ở Bắc Mỹ, một bản sao kỹ thuật số của The Legend of Zelda: Hyrule Historia, sách sưu tầm về loạt The Legend of Zelda.  Tại châu Âu, Nintendo cũng phát hành một gói phiên bản giới hạn Lego City Undercover Wii U Premium Pack. Cả hai gói châu Âu đều có bản dùng thử 7 ngày của dịch vụ  Wii Karaoke U. Nintendo đã không giảm giá của Wii U tại Úc hay New Zealand cũng như không phát hành bất kỳ gói nào trong số các gói trước đó trong khu vực này.
Vào ngày 31 tháng 10 năm 2013, Nintendo giới thiệu hai gói Wii U Premium mới ở Nhật Bản, được gọi là Family Set. Đầu tiên bao gồm một máy Wii U màu đen hoặc trắng với 32 GB dung lượng lưu trữ, Wii U GamePad màu đen hoặc trắng, New Super Mario Bros. U và Wii Party U được cài sẵn, một Wii Remote màu đen hoặc trắng, Wii Sensor Bar và bản dùng thử 30 ngày của dịch vụ Wii Karaoke U. Gói thứ hai bao gồm tất cả các món đó, được cài sẵn Wii Fit U và cả máy đếm bước chân Fit Meter của Nintendo (Wii Balance Board phải mua riêng).
Vào ngày 1 tháng 11 năm 2013, Nintendo phát hành một bộ Mario & Luigi Deluxe Set ở Bắc Mỹ với ý định thay thế Wii U Deluxe Set ban đầu, bao gồm một bản sao của Nintendo Land. Gói Mario & Luigi chứa cả New Super Mario Bros. U và New Super Luigi U được đóng gói dưới dạng đĩa "2 trong 1" cùng với Wii U màu đen với bộ nhớ 32 GB và Wii U GamePad màu đen.  Gói này sau đó được phát hành ở châu Âu vào ngày 8 tháng 11. Vào ngày 14 tháng 11, Nintendo phát hành Just Dance 2014 Basic Pack tại Úc và New Zealand. Gồm Wii U màu trắng với 8 GB dung lượng lưu trữ, Wii U GamePad và Wii Remote Plus màu trắng, Sensor Bar, đĩa Just Dance 2014 của Ubisoft và Nintendo Land.   Gói này sau đó được phát hành ở châu Âu vào ngày 22 tháng 11. Vào ngày 15 tháng 11, Nintendo phát hành gói Wii U Basic Pack ở châu Âu. Gồm Wii U màu trắng với 8 GB dung lượng lưu trữ, Wii U GamePad trắng và Wii Remote Plus, Sensor Bar và các phiên bản đĩa của cả Wii Party U và Nintendo Land. Vào ngày 15 tháng 11, Nintendo cũng phát hành gói Skylanders: Swap Force Wii U Basic Set ở Bắc Mỹ. Có Wii U trắng với 8 GB dung lượng lưu trữ, trò chơi Skylanders Swap Force của Activision, một Portal of Power, ba nhân vật Skylanders, poster, thẻ bài, hình dán và đĩa trò chơi Nintendo Land. Gói được phát hành tại Úc và New Zealand vào ngày 21 tháng 11.
Vào ngày 26 tháng 11 năm 2013, Wii U được phát hành tại Brazil. Tuy nhiên, chỉ có Deluxe Set màu đen trong khu vực. Vào ngày 10 tháng 1 năm 2015, Nintendo thông báo họ sẽ ngừng bán máy và trò chơi ở Brazil do chi phí kinh doanh trong nước quá cao.
Vào ngày 30 tháng 5 năm 2014, Nintendo phát hành bộ Mario Kart 8 Deluxe (U.S) / Premium (WW) ở châu Âu và Bắc Mỹ. Gồm Wii U màu đen với 32 GB dung lượng lưu trữ, Wii U GamePad màu đen, Mario Kart 8, Sensor Bar, và phiên bản Wii Wheel đặc biệt màu đỏ (chỉ Bắc Mỹ). Ngoài ra, đăng ký trò chơi trên Club Nintendo trước ngày 31 tháng 7 năm 2014 sẽ được miễn phí một trò Wii U trong bốn tùy chọn ở Bắc Mỹ và mười ở châu Âu. Gói được phát hành tại Úc và New Zealand vào ngày 31 tháng 5

### Ngưng sản xuất
Vào tháng 6 năm 2015, Wii U gói Basic đã bị ngừng sản xuất tại Nhật Bản và được thay thế bằng gói Premium, bao gồm máy màu trắng và Wii Remote Plus.
Dự đoán về việc phát hành kế nhiệm, Nintendo Switch, một máy chơi trò chơi điện tử lai, Nintendo đã lên kế hoạch giảm sản xuất Wii U. Họ chính thức thông báo kết thúc sản xuất vào ngày 31 tháng 1 năm 2017.

## Phần cứng

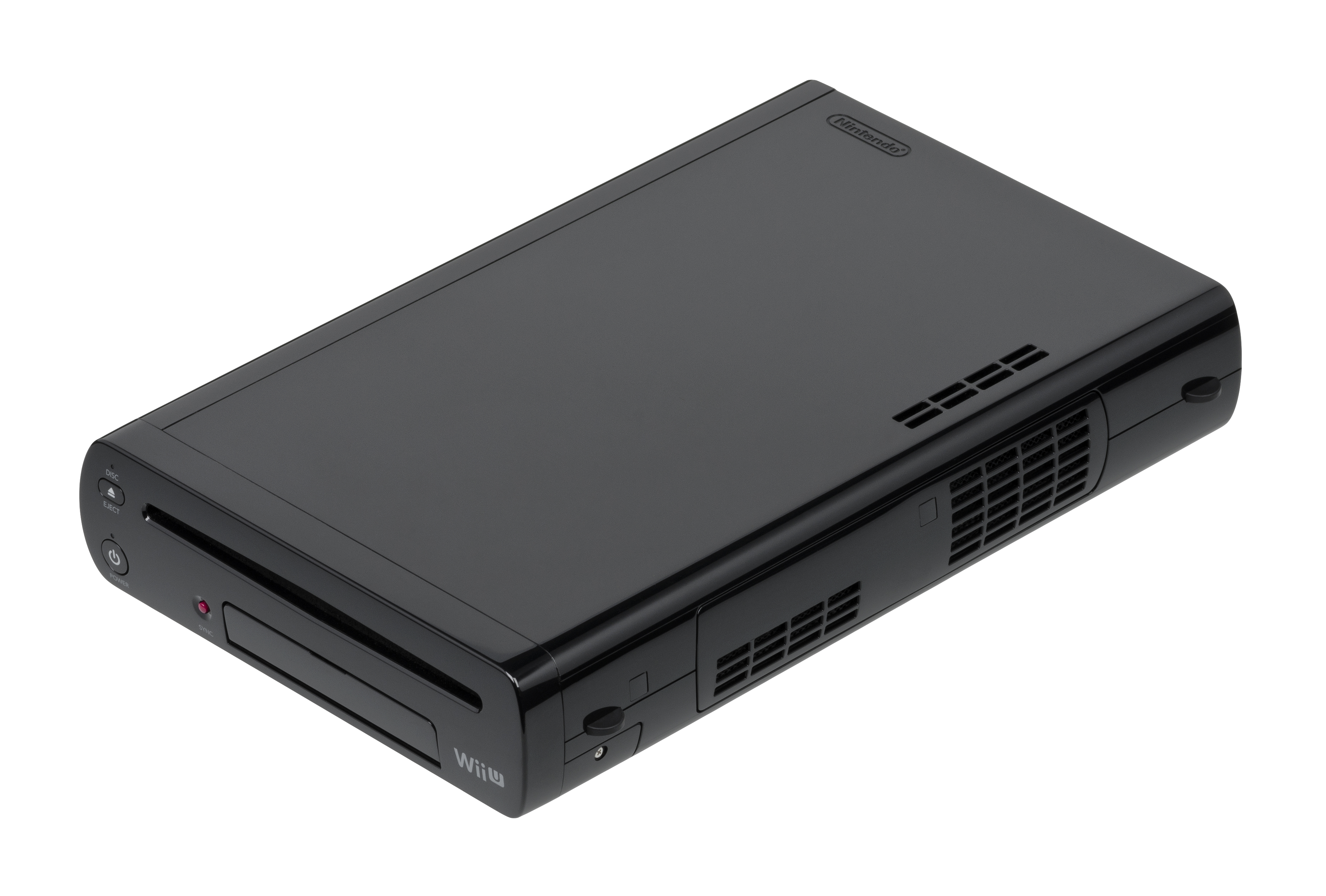
Máy Wii U màu đen, có 32 GB dung lượng lưu trữ

### Thân máy
Wii U sử dụng một mô-đun đa chip tùy chỉnh (MCM) được phát triển bởi AMD, IBM và Renesas hợp tác với Nintendo IRD và Nintendo Technology Development. MCM gồm một đơn vị xử lý trung tâm "Espresso" (CPU) và chip đồ họa "Latte" (GPU), cũng như chip bộ nhớ SEEPROM. CPU Espresso, được thiết kế bởi IBM, bao gồm một bộ vi xử lý ba nhân dựa trên PowerPC 750 với 3 MB bộ nhớ cache chia sẻ L2 và tốc độ khoảng 1,24 GHz. Mặc dù thuộc về PowerPC, Espresso cũng có cùng khái niệm kiến trúc với POWER7, chẳng hạn như việc sử dụng bộ đệm eDRAM và được sản xuất tại 45 nm. Chip đồ họa Latte chứa cả GPGPU "GX2", chạy các ứng dụng Wii U và GPU "GX", cho phép tương thích ngược với các trò chơi Wii. GX2, được thiết kế bởi AMD, dựa trên kiến trúc Radeon R600/R700 và có tốc độ khoảng 550 MHz. Nó chứa 32 MB bộ nhớ đệm eDRAM, cũng có thể hoạt động như bộ nhớ đệm L3 cho CPU. GX, ban đầu được thiết kế bởi ArtX, chứa 1 MB và 2 MB bộ nhớ cache eSRAM. Chip Latte cũng bao gồm bộ xử lý ARM9 tùy chỉnh thứ cấp với bộ nhớ SRAM 96 KB xử lý các tác vụ nền trong khi chơi trò chơi hoặc trong khi máy ở chế độ ngủ và mô-đun âm thanh phần cứng chuyên dụng DSP.
Máy chứa 2 GB trong bộ nhớ hệ thống DDR3 bao gồm bốn chip 512 MB DRAM với băng thông tối đa là 12.8 GB/s. Con số này gấp 20 lần số tiền được tìm thấy trong Wii. Trong số này, 1 GB được dành riêng cho hệ điều hành và không dành cho trò chơi. Kiến trúc bộ nhớ cho phép CPU và GPU truy cập vào cả bộ nhớ chính của bộ nhớ DDR3 và bộ nhớ đệm eDRAM trên GPU, loại bỏ sự cần thiết cho các vùng bộ nhớ riêng biệt, chuyên dụng. Máy bao gồm bộ nhớ flash eMMC nội bộ với dung lượng 8 GB (thuộc gói Basic) hoặc 32 GB (thuộc gói Deluxe (Mỹ) và Premium (toàn cầu)), có thể mở rộng thông qua thẻ nhớ SD lên đến 32 GB và ổ đĩa cứng gắn ngoài USB lên đến 2 TB.
Wii U có kết nối mạng không dây 802.11 b/g/n và hỗ trợ Fast Ethernet với phụ kiện; Bluetooth 4.0, tổng cộng bốn cổng USB 2.0 và khe cắm thẻ nhớ SD / SDHC. Một cổng nguồn bổ sung cũng được bao gồm để cấp nguồn cho Wii Sensor Bar, một bộ phát hồng ngoại phụ trợ được sử dụng bởi các thiết bị ngoại vi Wii Remote để theo dõi chuyển động. Các tùy chọn đầu ra video bao gồm 1080p, 1080i, 720p, 576i, 480p và 480i, qua HDMI 1.4 và video thành phần (YPbPr, D-Terminal và RGB SCART) hoặc 576i, 480i màn hình rộng anamorphic thông qua video tổng hợp (S-Video, SCART và D-Terminal). Các tùy chọn đầu ra âm thanh bao gồm âm thanh vòm PCM tuyến tính 6 kênh 5.1 hoặc âm thanh nổi tương tự. Máy cũng hỗ trợ hình ảnh và video lập thể (3D).

### Tay cầm

Mô phỏng Wii U GamePad (Trắng)

Wii U GamePad là bộ điều khiển chính của máy: tính năng chính của nó là màn hình cảm ứng điện trở 6.2 inch (15.7 cm), có thể được sử dụng như một màn hình phụ với các trò chơi đang được phát trên TV hoặc như một GamePad mà không cần TV. GamePad được thiết kế để cho phép một khái niệm được Nintendo gọi là "cách chơi bất đối xứng": trong trò chơi nhiều người, người chơi sử dụng GamePad có thể có mục tiêu và trải nghiệm trò chơi khác với những người đang cùng chơi.
Nội dung hiển thị của GamePad tự phát trên Wii U và phát trực tiếp không dây dưới dạng video cho GamePad. GamePad cũng hỗ trợ thông tin liên lạc trường gần; thẻ và các tượng nhỏ được thiết kế đặc biệt, chẳng hạn như dòng Amiibo của Nintendo, có thể được sử dụng với GamePad để tương tác với các trò chơi. Tại Nhật Bản, nó cũng có thể được sử dụng cho các khoản thanh toán không cần tiếp xúc từ eShop với thẻ Suica;

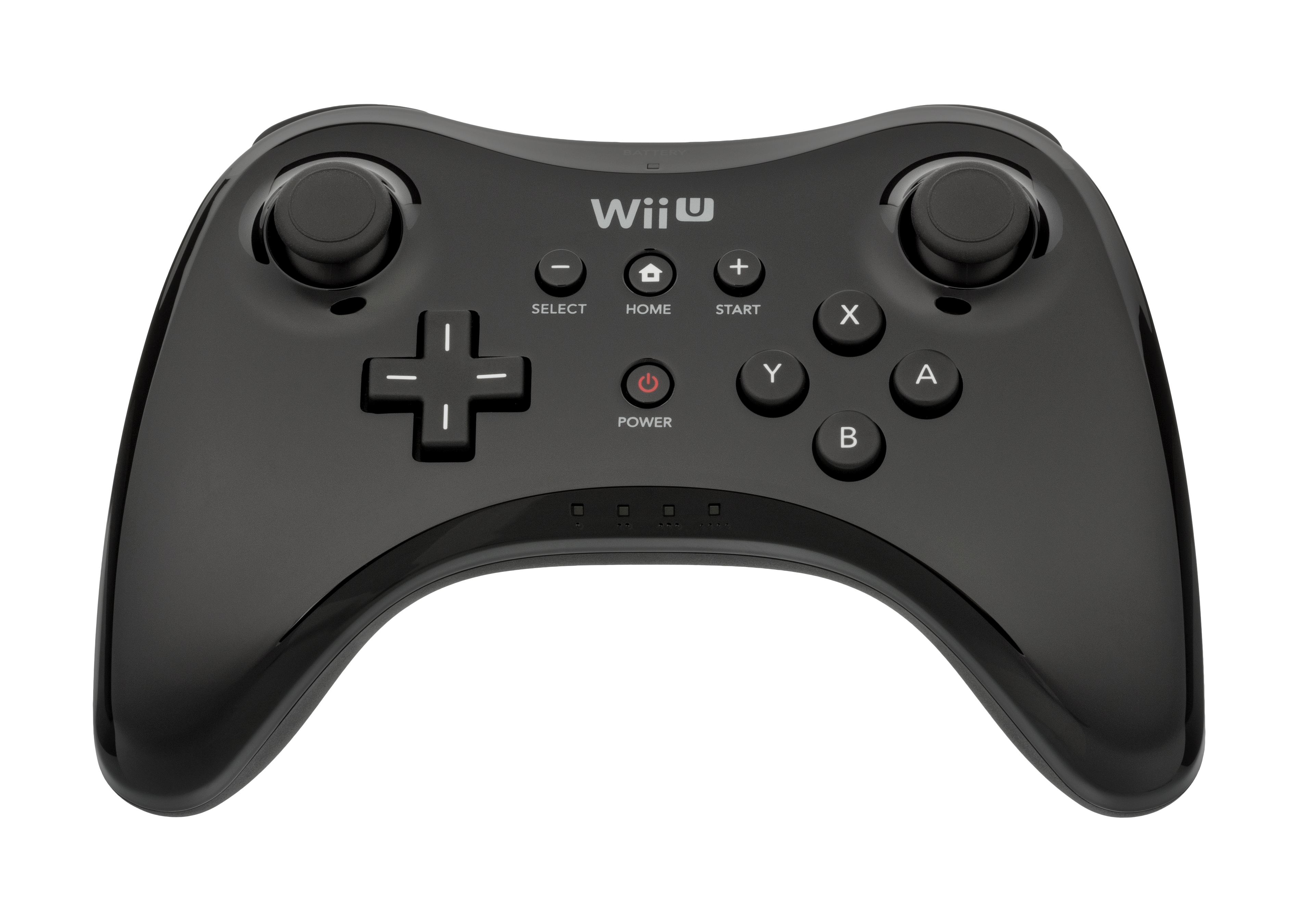
Tay cầm Wii U Pro, một bộ điều khiển bình thường hơn so với Gamepad.

Bộ điều khiển Wii U Pro mới được phát hành cùng với Wii U. Wii U Pro Controller là phiên bản cập nhật của bộ điều khiển cổ điển của Wii được thiết kế để thu hút người chơi "hardcore", với thiết kế gamepad truyền thống giống với thiết bị được sử dụng bởi các dòng PlayStation và Xbox (và đặc biệt là tay cầm của Xbox 360) và tuổi thọ pin 80 giờ. Wii U Pro Controlle tương thích với các trò chơi Wii U được hỗ trợ nhưng không được Wii hỗ trợ.
Wii U tương thích với tay cầm Wii Remote và Wii Remote Plus, cùng với Nunchuk và Classic Controller. Có thể đồng thời sử dụng bốn Wii Remote hoặc Pro Controllers, cũng như có thể hỗ trợ lên đến hai GamePads. Hầu hết các phần mềm đòi hỏi Wii Sensor Bar để sử dụng Wii Remotes, mặc dù chẳng hạn như Off-TV Play và Wii Mode, cho phép Wii U GamePad tự nhận diện Wii Remotes. Wii U không hỗ trợ tay cầm GameCube. Trong khi phụ kiện USB cho phép các tay cầm GameCube được sử dụng trong trò Super Smash Bros. for Wii U, nhưng không tương thích với phần mềm khác.

## Phần mềm
Menu chính của Wii U có hai thành phần chính: theo mặc định, GamePad hiển thị màn hình chủ dạng lưới với phím tắt cho trò chơi và ứng dụng, trong khi màn hình TV hiển thị sảnh WaraWara (WaraWara Plaza) có các Mii của người dùng khác. Hai màn hình có thể được chuyển đổi giữa TV và GamePad.
Nhấn nút "Home" đển tạm dừng trò chơi hoặc ứng dụng hiện tại và mở Home Menu: hiển thị thông tin cơ bản (như thời gian hiện tại, mức pin và thông báo) và cho phép truy cập vào một số chức năng "đa nhiệm", bao gồm Nintendo eShop, Miiverse, trình quản lý tải xuống, trình duyệt web, và danh sách bạn bè. Để chơi trò chơi Wii, người dùng phải vào "Wii Mode", một chế độ truyền thống mô phỏng phần mềm của Wii và giao diện Wii Menu. Ban đầu, Wii Mode chỉ có thể được sử dụng trên TV, nhưng bản cập nhật firmware tháng 10 năm 2013 cho phép Wii Mode được sử dụng ngoài TV. Tất cả đều phải sử dụng với điều khiển tay cầm Wii Controller.

### Dịch vụ trực tuyến
Wii U sử dụng nền Nintendo Network cho các dịch vụ trực tuyến (thay thế hệ thống mã bạn bè của Wii), cho phép nhiều người chơi trực tuyến, tải xuống và mua trò chơi hoặc ứng dụng, qua Nintendo eShop, trò chuyện video bằng camera của GamePad, dịch vụ Wii U Chat, và các dịch vụ khác. Có thể tạo tối đa mười hai tài khoản trên mỗi máy.
Một dịch vụ mạng xã hội được gọi là Miiverse được tích hợp vào phần mềm hệ thống của Wii U; cho phép người chơi tương tác và chia sẻ nội dung trong cộng đồng bằng cách sử dụng Mii của họ làm hình đại diện. Miiverse cho phép người dùng chia sẻ thành tích, ảnh chụp màn hình, bản vẽ và ghi chú viết tay. Chọn các trò chơi được tích hợp với Miiverse, tương tác xã hội cũng có thể diễn ra trong trò chơi hoặc xuất hiện trong nội dung của chúng (chẳng hạn như trong Splatoon, nơi hình vẽ có thể xuất hiện dưới dạng graffiti trên tường trong phần cài đặt). Miiverse được kiểm duyệt thông qua lọc phần mềm cũng như một đội ngũ nhân sự để đảm bảo rằng nội dung được chia sẻ bởi người dùng là thích hợp và không để xảy ra trường hợp tiết lộ các thông tin liên quan đến trải nghiệm trò chơi mới. Để tạo thuận lợi cho điều này, ban đầu các bình luận được đăng tải có thể mất tối đa 30 phút để xuất hiện trên Miiverse.

### Tích hợp đa phương tiện
Wii U hỗ trợ các dịch vụ video trực tuyến thông qua các ứng dụng, chẳng hạn như Amazon Video, Crunchyroll, Hulu, Netflix, và YouTube. Wii U không hỗ trợ phát đĩa DVDs hoặc Blu-rays; Iwata giải thích rằng quyết định loại trừ các định dạng này được thúc đẩy chủ yếu bởi phí cấp phép bằng sáng chế và thực tế là chức năng như vậy sẽ không cần thiết cho đầu đĩa DVD và Blu-ray mà người dùng có thể đã sở hữu.
Dịch vụ Nintendo TVii cho phép các danh sách chương trình từ nhà cung cấp truyền hình của người dùng được tổng hợp với video trực tuyến theo yêu cầu, thành hướng dẫn chương trình với các đề xuất và chức năng tìm kiếm, và sử dụng chức năng hồng ngoại của GamePad để điều chỉnh hộp giải mã chương trình cụ thể. Ứng dụng này cũng tích hợp IMDB, Rotten Tomatoes và Wikipedia để cung cấp thêm thông tin và kết nối xã hội thông qua Facebook, Twitter hoặc Miiverse. TVii được phát hành với Wii U tại Nhật Bản vào ngày 8 tháng 12 năm 2012 và tại Bắc Mỹ vào ngày 20 tháng 12 năm 2012. Sau vài sự chậm trễ, buổi ra mắt tại châu Âu đã bị hủy và dịch vụ đã ngừng hoạt động tại Bắc Mỹ vào ngày 11 tháng 8 năm 2015. Dịch vụ này ngưng hoạt động ở Nhật Bản vào ngày 8 tháng 11 năm 2017. 

## Trò chơi
Trò chơi Wii U có thể được tải xuống kỹ thuật số thông qua Nintendo eShop hoặc bán lẻ đĩa vật lý. Các bản sao bán lẻ của trò chơi Wii U được phân phối trên đĩa quang Wii U, một định dạng đĩa quang độc quyền được phát triển cùng với Panasonic. Định dạng này tương tự như thiết kế và thông số kỹ thuật cho đĩa Blu-ray, với dung lượng 25 GB mỗi lớp, nhưng bản thân đĩa có vành mềm, tròn. Không giống như các máy chơi trò chơi của Nintendo trước đó, hướng dẫn sử dụng chỉ có sẵn bằng kỹ thuật số. Máy có hệ thống khóa vùng; phần mềm được mua trong khu vực chỉ có thể được phát trên phần cứng của khu vực đó
.
Trò chơi mới trong các tựa hàng đầu của Nintendo (bao gồm Super Mario, Donkey Kong và The Legend of Zelda), cũng như một số Wii series (bao gồm  Wii Sports Club, Wii Fit U và Wii Party U) đã được phát hành, thêm vào đó là vài tựa trò chơi của bên thứ ba phát triển như Ubisoft, Sega, Warner Bros. Interactive Entertainment, Activision Blizzard và Capcom, và các nhà phát triển độc lập khác như Two Tribes. Tính đến cuối tháng 7 năm 2016, đã có 39 trò chơi Wii U của bên thứ nhất và 118 của bên thứ ba được phát hành ở Mỹ; cả hai con số đều là thấp nhất cho bất kỳ hệ máy Nintendo nào.
Tổng cộng có 103.10 triệu trò chơi Wii U đã được bán trên toàn thế giới kể từ  ngày 31 tháng 3 năm 2019, với mười tựa vượt qua mốc triệu. Trò chơi bán chạy nhất là Mario Kart 8 với 8,45 triệu bản, tiếp theo là Super Mario 3D World với 5,84 triệu bản và New Super Mario Bros. U với 5,80 triệu bảnSuper Smash Bros. for Wii U là trò chơi Wii U bán chạy nhất tính đến  ngày 25 tháng 11 năm 2014

### Tựa trò chơi ra mắt
Wii U đã ra mắt với 23 trò chơi ở Bắc Mỹ, 26 trò ở châu Âu, 25 trò ở Úc và 11 trò ở Nhật Bản. Một số trò chơi tải xuống cũng có sẵn vào ngày ra mắt Wii U qua Nintendo eShop. Thêm 30 trò chơi đã được công bố để phát hành trong thời gian ra mắt, bao gồm ba tháng sau ngày ra mắt .
Từ khóa:
- NA North America
- EU Europe
- JP Japan
- AUS Australasia

| Danh sách tựa game Wii U phát hành vào ngày ra mắt xếp theo vùng | Danh sách tựa game Wii U phát hành vào ngày ra mắt xếp theo vùng |
| Tựa game ra mắt                                                  | Khu vực được phát hành vào ngày ra mắt                           |
| ---------------------------------------------------------------- | ---------------------------------------------------------------- |
| Assassin's Creed III                                             | NA, PAL                                                          |
| Batman: Arkham City – Armored Edition                            | NA, PAL                                                          |
| Call of Duty: Black Ops II                                       | NA, PAL                                                          |
| Darksiders II                                                    | NA, PAL                                                          |
| Epic Mickey 2: The Power of Two                                  | NA, PAL                                                          |
| Sports Connection NAESPN Sports Connection                       | NA, PAL                                                          |
| FIFA 13 NAFIFA Soccer 13                                         | NA, PAL                                                          |
| Funky Barn                                                       | NA, PAL                                                          |
| Game Party Champions                                             | NA, PAL                                                          |
| Just Dance 4                                                     | NA, PAL                                                          |
| New Super Mario Bros. U                                          | NA, PAL                                                          |
| Ninja Gaiden 3: Razor's Edge                                     | NA                                                               |
| Nintendo Land                                                    | NA, PAL                                                          |
| Rabbids Land                                                     | NA                                                               |
| Scribblenauts Unlimited                                          | NA, PAL                                                          |
| Sing Party                                                       | NA                                                               |
| Skylanders: Giants                                               | NA, PAL                                                          |
| Sonic & All-Stars Racing Transformed                             | NA, PAL                                                          |
| Tekken Tag Tournament 2: Wii U Edition                           | NA, PAL                                                          |
| Transformers: Prime – The Game                                   | NA                                                               |
| Warriors Orochi 3 Hyper                                          | NA                                                               |
| Wipeout 3                                                        | NA                                                               |
| Your Shape: Fitness Evolved 2013                                 | NA                                                               |
| ZombiU                                                           | NA, PAL                                                          |

### Virtual Console
Vào tháng 1 năm 2013, Nintendo thông báo rằng các tựa game NES và Super NES sẽ được cung cấp cho dịch vụ Virtual Console trên Wii U vào tháng 4 năm 2013 và sẽ bao gồm tùy chọn sử dụng Off-TV Play trên GamePad. Vào ngày 26 tháng 3 năm 2014, những trò của máy Game Boy Advance đã được xác nhận và bắt đầu xuất hiện trên eShop vào tháng sau. Các trò chơi Nintendo 64 và Nintendo DS đã được bổ sung vào tháng 4 năm 2015.

### Tương thích ngược
Wii U tương thích với tất cả các trò chơi Wii và các phụ kiện Wii như Wii Remote (Plus), Wii Nunchuk và Wii Balance Board. Có thể di chuyển phần mềm tải xuống nhiều nhất và lưu tệp từ Wii sang Wii U. Mặc dù trò chơi Wii có thể được hiển thị trên màn hình của GamePad, chúng chỉ có thể được điều khiển bằng bộ điều khiển Wii chứ không phải bộ điều khiển của GamePad.
Wii U không tương thích với các đĩa hoặc phụ kiện của GameCube, mặc dù ứng dụng homebrew cho Wii Mode vẫn tồn tại cho phép hỗ trợ phần cứng và tay cầm GameCube.< Một USB Tay cầm GameCube với bốn cổng được phát hành độc quyền để sử dụng với Super Smash Bros. for Wii U S và không hỗ trợ bất kỳ tựa trò chơi nào khác.<

## Công cụ phát triển
The Nintendo Web Framework, ra mắt vào năm 2013, là một bộ công cụ sử dụng công nghệ web hiện đại (WebKit, HTML5, và JavaScript) để đơn giản hóa quá trình chuyển đổi trò chơi sang Wii và GamePad của Wii. Nó được thiết kế để làm cho các trò chơi dựa trên web chuyển vào máy dễ dàng hơn so với việc viết mã riêng cho Wii U.

## Tiếp nhận
John Teti của The A.V. Club thuộc Gameological Society coi Wii U là một hệ máy hấp dẫn nhưng thiếu tập trung, viện dẫn Nintendo Land là "vẫn chỉ là ý tưởng phục vụ công nghệ". Ben Gilbert của Engadget nói Nintendo hứa hẹn sẽ phát hành "một máy chơi trò chơi HD hiện đại" nhưng lưu ý "cũng có một số sai lầm lớn và một số ý tưởng nửa vời: kết nối Friend List/Miiverse, thiếu hoàn toàn hệ thống tiêu chuẩn giao diện trên toàn bộ (trò chuyện nhóm, thành tích, khả năng chơi không cần đĩa) và bộ điều khiển trò chơi chỉ có pin 3,5 giờ" và nhấn mạnh anh ấy không thể đánh giá đầy đủ máy với các thành phần trực tuyến như việc Nintendo TVii không ra mắt. Tương tự như vậy, TechRadar ca ngợi chức năng GamePad của máynnvà đồ họa HD, nhưng chỉ trích thời lượng pin trên GamePad và không đủ số lượng tựa trò chơi hàng đầu được ra mắt. Một số ngành công nghiệp không xem Wii U là một hệ máy thế hệ thứ tám, với nhiều trích dẫn tốc độ xử lý của phần cứng. Tuy nhiên, Fils-Aimé đã lưu ý rằng những bình luận tương tự đã được đưa ra vào năm 2006 khi Wii ra mắt lần đầu tiên.
Sau màn ra mắt của các máy chơi trò chơi điện tử thế hệ thứ tám khác, PlayStation 4 và Xbox One, vào tháng 11 năm 2013, một số nhà phê bình cho rằng Wii U sẽ tiếp tục đấu tranh vì thiếu sự hỗ trợ của các bên thứ ba như đối thủ. Vào tháng 12 năm 2013, Chris Suellentrop của  The New York Times cho rằng Wii U là hệ máy mới duy nhất với nhiều trò chơi điện tử đáng chơi — Super Mario 3D World- mà ông mô tả là "trò chơi Mario hay nhất trong nhiều năm". Mặc dù có những lời khen ngợi, ông lưu ý "một trò chơi tuyệt vời không thể cứu nỗi một hệ máy", và mặc dù các trò chơi tốt khác vẫn tồn tại trên Wii U, ông thừa nhận rằng dòng sản phẩm của nó "vẫn còn khá yếu". Cây bút của Time, Matt Peckham, nói Wii U là hệ máy dễ mua trong mùa Giáng sinh, ca ngợi dòng trò chơi, giá cả phải chăng, Off-TV Play, sự vắng mặt của phí đăng ký dịch vụ trực tuyến, khả năng tương thích ngược và truyền thông tích hợp. Tuy nhiên, ông lưu ý hệ máy vẫn cần giảm giá và cải thiện sản phẩm của bên thứ nhất và thứ ba. CNET cũng lưu ý Wii U có một dòng sản phẩm trò chơi tốt hơn và giá thấp hơn so với các đối thủ cạnh tranh của nó, chủ yếu là do mới khởi đầu được một năm.

## Doanh số
| Ngày       | Nhật Bản  | Nhật Bản | Mỹ        | Mỹ       | Khác      | Khác     | Tổng cộng | Tổng cộng |
| Ngày       | Phần cứng | Phần mềm | Phần cứng | Phần mềm | Phần cứng | Phần mềm | Phần cứng | Phần mềm  |
| ---------- | --------- | -------- | --------- | -------- | --------- | -------- | --------- | --------- |
| 2012-12-31 | 0.83      | 1.48     | 1.32      | 6.40     | 0.90      | 3.82     | 3.06      | 11.69     |
| 2013-03-31 | 0.92      | 1.73     | 1.52      | 7.28     | 1.01      | 4.40     | 3.45      | 13.42     |
| 2013-06-30 | 1.01      | 1.91     | 1.58      | 7.80     | 1.02      | 4.73     | 3.61      | 14.44     |
| 2013-09-30 | 1.15      | 2.57     | 1.75      | 10.97    | 1.01      | 6.17     | 3.91      | 19.71     |
| 2013-12-31 | 1.75      | 5.21     | 2.61      | 15.23    | 1.49      | 8.94     | 5.86      | 29.37     |
| 2014-03-31 | 1.81      | 5.62     | 2.81      | 16.98    | 1.56      | 9.67     | 6.17      | 32.28     |
| 2014-06-30 | 1.87      | 6.43     | 3.08      | 19.28    | 1.73      | 10.95    | 6.68      | 36.67     |
| 2014-09-30 | 1.97      | 6.96     | 3.43      | 22.58    | 1.88      | 12.13    | 7.29      | 41.67     |
| 2014-12-31 | 2.30      | 8.48     | 4.45      | 29.25    | 2.46      | 15.15    | 9.20      | 52.87     |
| 2015-03-31 | 2.33      | 8.95     | 4.65      | 31.59    | 2.56      | 16.13    | 9.54      | 56.68     |
| 2015-06-30 | 2.48      | 9.97     | 4.85      | 33.65    | 2.68      | 17.61    | 10.01     | 61.23     |
| 2015-09-30 | 2.66      | 11.00    | 5.21      | 38.28    | 2.87      | 19.77    | 10.73     | 69.05     |
| 2015-12-31 | 3.08      | 12.68    | 6.10      | 43.76    | 3.42      | 22.86    | 12.60     | 79.30     |
| 2016-03-31 | 3.13      | 13.48    | 6.20      | 46.38    | 3.47      | 24.18    | 12.80     | 84.04     |
| 2016-06-30 | 3.21      | 14.08    | 6.29      | 48.84    | 3.53      | 25.79    | 13.02     | 88.72     |
| 2016-09-30 | 3.30      | 14.55    | 6.41      | 50.62    | 3.65      | 27.18    | 13.36     | 92.35     |
| 2016-12-31 | 3.34      | 15.10    | 6.49      | 52.84    | 3.73      | 28.59    | 13.56     | 96.52     |

Đến tháng 12 năm 2019, Nintendo báo cáo doanh số bán hàng thực tế là 13,56 triệu Wii U và 103.01 triệu đơn vị phần mềm trên toàn thế giới.

### Phát hành
Trong tuần đầu tiên phát hành tại Mỹ, Nintendo đã bán toàn bộ hơn 400.000 chiếc và tổng cộng 425.000 chiếc trong tháng 11, theo  NPD Group. Nó cũng bán được hơn 40.000 ở Anh vào cuối tuần đầu tiên. Tại Nhật Bản, hơn 600.000 đơn vị Wii U đã được bán trong tháng 12 năm 2012. Gần 890.000 đơn vị Wii U được bán tại Mỹ sau 41 ngày trên thị trường. Từ ngày ra mắt của Wii U cho đến ngày 31 tháng 12 năm 2012, Nintendo báo cáo 3,06 triệu máy và 11,69 triệu đơn vị phần mềm đã được bán trên toàn thế giới.
Vào tháng 1 năm 2013, Nintendo bán được 57.000 Wii U ở Mỹ. Khi so sánh, Wii ban đầu đã bán được 435.000 bản vào tháng 1 năm 2007, cũng sau hai tháng phát hành. Số lượng bán hàng ban đầu ở Mỹ và các vùng lãnh thổ khác thấp hơn dự kiến, dẫn đến việc Nintendo cắt giảm dự báo doanh thu cho năm tài chính 2013 xuống 17%, từ 5,5 triệu xuống còn 4 triệu, hệ máy thực sự đã bán được 3,5 triệu đơn vị.  Trong quý đầu tiên của năm 2013, Nintendo báo cáo 390.000 máy và 1,73 triệu đơn vị phần mềm đã bán ra trên toàn thế giới. Từ tháng 3 đến tháng 6 năm 2013, hệ máy đã bán được khoảng 160.000 chiếc, giảm 51% so với ba tháng trước đó. Trong quý II năm 2013, Nintendo báo cáo 160.000 máy và 1,03 triệu đơn vị phần mềm đã được bán toàn thế giới.

### Thiếu sự hỗ trợ
Vào tháng 5 năm 2013, Electronic Arts thông báo họ giảm hỗ trợ cho Wii U và không có trò chơi nào để phát triển nó, nhưng đã xem xét lại quyết định này vài ngày sau đó, với CFO của EA thông báo rằng "Chúng tôi đang xây dựng vài tựa cho máy của Nintendo, nhưng không nhiều như chúng tôi dành cho PlayStation hoặc Xbox ",  Tại E3 2013, Ubisoft tiết lộ sẽ không tạo thêm bất kỳ tựa độc quyền cho Wii U cho đến khi doanh số bán hàng được cải thiện, mặc dù tuyên bố ngay sau đó vẫn " ủng hộ mạnh" cho Wii U, và dự định phát hành như nhiều trò Wii U vào năm 2013 giống như trong năm 2012. Vào tháng 7 năm 2013,  Bethesda Softworks thông báo không có trò chơi phát triển cho Wii U, với phó chủ tịch bộ phận PR và Marketing của Bethesda, Pete Hines giải thích: "Nó phụ thuộc vào trò chơi mà chúng tôi đang thực hiện và cách chúng tôi nghĩ rằng nó phù hợp với hệ máy đó, và cách phần cứng liên kết với những thứ khác mà chúng tôi đang tạo ra ". Lời giải thích này sau đó được rút lại phần lớn là do phần cứng. Ngược lại, Activision đã tuyên bố sẽ "làm mọi thứ có thể" để hỗ trợ hệ máy.
At the end of July 2013, , the second-largest supermarket chain in the UK, confirmed that it had no plans to stock the Wii U, but would still stock games "on a title by title merit basis". Despite this, many specialist retailers continued to emphasize their support, with  CEO Martyn Gibbs saying "We fully support all Nintendo products, including Wii U."
Vào cuối tháng 7 năm 2013, Asda, chuỗi siêu thị lớn thứ hai ở Anh, đã xác nhận họ không có kế hoạch trữ thêm Wii U, nhưng vẫn sẽ trữ những trò chơi "tùy theo danh hiệu của nó". Mặc dù vậy, nhiều cửa hàng bán lẻ tiếp tục nhấn mạnh sự ủng hộ của họ, với Giám đốc điều hành Game, Martyn Gibbs nói "Chúng tôi hỗ trợ đầy đủ tất cả các sản phẩm của Nintendo, bao gồm Wii U.

### Giảm giá và trò chơi của bên thứ nhất
Sau khi giảm giá $50 và phát hành The Legend of Zelda: The Wind Waker HD vào ngày 20 tháng 9 năm 2013, doanh số bán hàng Wii U ở Bắc Mỹ đã tăng 200% so với tháng 8. Từ tháng 7 đến tháng 9 năm 2013, máy đã bán được khoảng 300.000 chiếc, tăng 87% so với ba tháng trước đó. Mặc dù chỉ bán được 460.000 cái kể từ tháng 4, Nintendo vẫn duy trì dự báo doanh thu 9 triệu Wii U cho năm tài chính đến tháng 3 năm 2014. Phần mềm Wii U cho thấy sự cải thiện trong quý II, đạt 5,27 triệu bản, tăng 400% so với quý trước. Nintendo ghi nhận sự phát triển phần mềm cho các phiên bản chính của bên thứ nhất như  Pikmin 3 và The Legend of Zelda: The Wind Waker HD. Trong quý 3 năm 2013, Nintendo báo cáo 300.000 máy và 5,27 triệu đơn vị phần mềm đã bán trên toàn thế giới.
Vào tháng 10 năm 2013, nhà bán lẻ trực tuyến Play.com thông báo doanh số bán hàng Wii U của họ đã tăng 75%. Công ty cũng dự đoán Wii U sẽ phổ biến hơn so với đối thủ cạnh tranh của nó, PlayStation 4 và Xbox One, với các trẻ em trong mùa lễ. Sau khi phát hành Wii Party U vào ngày 31 tháng 10 tại Nhật Bản, doanh số bán hàng Wii U hàng tuần tăng vọt lên 38,802 chiếc.  Vào ngày 29 tháng 11 năm 2013, Phó tổng giám đốc Nintendo of France, Philippe Lavoué thông báo Wii U đã bán được khoảng 175.000 chiếc tại Pháp kể từ khi ra mắt. Trong hai tuần đầu tiên của tháng mười hai, Wii U là hệ máy bán ra hàng đầu tại Nhật Bản, với 123.665 đơn vị. Sau một năm trên thị trường, Wii U bán được khoảng 150.000 chiếc tại Anh Theo NPD Group, doanh thu của Wii U trong tháng 11 tăng 340% so với doanh số bán hàng trong tháng 10 tại Bắc Mỹ, bán được khoảng 220.700 chiếc trong tháng đó. Theo một số ấn phẩm, bao gồm cả NPD Group, tháng 12 năm 2013 là tháng bán chạy nhất tại Mỹ kể từ khi ra mắt, bán được khoảng 481.000 sản phẩm. Ước tính đưa số Wii U bán ra vào cuối năm 2013 từ 4,5 đến 5,2 triệu. Trong quý IV năm 2013, Nintendo báo cáo 1,95 triệu máy và 9,96 triệu đơn vị phần mềm đã được bán trên toàn thế giới.
Trong tháng 1 năm 2014, với doanh số thấp hơn dự kiến trong mùa lễ 2013, Nintendo thông báo dự báo bán hàng của Wii U cho năm tài chính 2014 đã bị cắt giảm từ 9 triệu đơn vị xuống 2,8 triệu. Theo thông báo này, khả năng tồn tại lâu dài của Wii U bị đưa vào nghi vấn. Vào tháng 2 năm 2014, Nintendo tiết lộ Wii U đã cải thiện khoảng 180% doanh thu hàng năm tại Mỹ nhờ sự ra mắt của Donkey Kong Country: Tropical Freeze, bán được 130.000 bản  Đến ngày 26 tháng 2, doanh số bán hàng Wii U vượt qua Xbox 360 tại Nhật Bản. Trong tháng 3 năm 2014, Nintendo bán được hơn 70.000 đơn vị Wii U, xuống ít hơn 50% so với GameCube và 90% ít hơn Wii trong khoảng thời gian tương đương. Trong tháng, tổng doanh số bán ra trên toàn thế giới của PlayStation 4vượt xa so với Wii U. Trong quý đầu tiên của năm 2014, Nintendo báo cáo 310.000 máy và 2,91 triệu đơn vị phần mềm đã được bán trên toàn thế giới. 
Trong cuộc họp hàng năm của các nhà đầu tư, Iwata Satoru tiết lộ dự đoán của Nintendo là 3,6 triệu Wii U trong năm tài chính kết thúc vào tháng 3 năm 2015. Vào ngày 22 tháng 5 năm 2014, Nintendo France thông báo doanh số bán hàng cao hơn 50% so với năm ngoái. Với Mario Kart 8 là trò chơi ra mắt lớn nhất của Nintendo, doanh số bán hàng của Wii U tăng 666% tại Anh, với gói Mario Kart 8 chiếm 82% doanh số bán hàng Wii U của khu vực trong tuần. NPD Group báo cáo tại Mỹ, khi so sánh tháng 6 năm 2013 với cùng tháng trong năm 2014, doanh số phần mềm Wii U đã tăng 373% và doanh thu máy tăng 233%. 
Kỷ lục này được Super Smash Bros. for Wii U vượt qua khi ra mắt vào tháng 11 năm 2014, bán được 490.000 bản tại Mỹ trong ba ngày đầu tiên. Theo Nintendo of America, tháng 12 năm 2014 là tháng lớn nhất của Wii U về doanh số bán hàng tại Mỹ. Doanh số phần cứng tăng 29% và  phần mềm tăng 75% so với tháng 12 năm 2013
Vào tháng 7 năm 2015, Nintendo thông báo vào cuối quý 3 năm 2015, gần ba năm sau khi ra mắt, Nintendo đã bán được hơn mười triệu chiếc Wii U trên toàn thế giới. Tuy nhiên, doanh thu của Wii U trong quý này đã giảm so với cùng quý năm 2014, với 470.000 chiếc được bán ra (so với 510.000 chiếc trong năm 2014). Trong khi đó, PlayStation 4 và Xbox One đã mang lại doanh thu mười triệu đơn vị sau khoảng một năm kể từ khi ra mắt.

### Di sản
Tương lai bất định của Wii U đã được xác định với thông báo của Nintendo về một nền tảng hệ máy mới có tên mã NX, dự kiến ra mắt trên toàn thế giới vào tháng 3 năm 2017. Nintendo nhấn mạnh NX là một "khái niệm hoàn toàn mới", chứ không trực tiếp kế thừa dòng sản phẩm Wii U hoặc 3DS; Trong một cuộc phỏng vấn với Asahi Shimbun, chủ tịch công ty Kimishima Tatsumi nhắc lại vị trí này và nói nhấn mạnh việc kinh doanh Wii U sẽ "chậm" sau khi phát hành NX, ông cảm thấy máy sẽ "có tác động lớn hơn Wii U ". Thông báo The Legend of Zelda: Breath of the Wild được phát triển cho cả Wii U và NX tiếp tục củng cố quan điểm của Nintendo về dòng sản phẩm mới, thay vì thay thế cho phần cứng hiện tại của Nintendo. Trong một báo cáo cổ đông vào tháng 7 năm 2016, Kimishima và Miyamoto nhấn mạnh dự kiến Wii U bán được 100 triệu chiếc, so với sự thành công của Wii, nhưng chỉ với 13 triệu chiếc được bán trên toàn thế giới, họ sẽ phải dựa vào NX để bù lỗ cho doanh số bán Wii U.
Hệ máy mới, bây giờ được biết đến là Nintendo Switch, đã chính thức được công bố vào ngày 20 tháng 10 năm 2016; là một hệ máy giống như máy tính bảng với bộ điều khiển có thể tháo rời và có khả năng được đặt trong một chân đế có dây nối đầu ra để chơi cả trên TV. Mặc dù nó là một thiết bị lai có khả năng được sử dụng vừa di động vừa tại gia, Nintendo chính thức định vị đây là "một hệ máy chơi trò chơi tại gia đầu tiên và quan trọng nhất". Sau khi ra mắt, một phát ngôn viên của Nintendo đã xác nhận công ty sẽ chậm sản xuất phần cứng Wii U, nói "khi chúng tôi chuẩn bị cho việc ra mắt Nintendo Switch vào tháng 3 năm 2017, Nintendo sẽ bán 800.000 đơn vị phần cứng Wii U cho thị trường toàn cầu trong năm tài chính này. " Vào giữa tháng 11 năm 2016, Nintendo thông báo việc sản xuất Wii U của Nhật Bản sẽ kết thúc "trong tương lai gần", và các chuyến hàng đến các thị trường Bắc Mỹ và châu Âu trong năm nay đã được gửi đi.
Trong một cuộc phỏng vấn với Time Magazine vào tháng 1 năm 2017, Reggie Fils-Aimé nhận xét hệ máy là "một bước cần thiết, để có được Nintendo Switch." Fils-Aimé cũng so sánh hệ máy với GameCube, tuyên bố Wii U sẽ được nhớ đến một cách trìu mến mặc dù doanh số bán hàng tương đối thấp. Fils-Aimé nói thất bại thương mại của Wii U, đặc biệt là chức năng không rõ ràng của Wii U GamePad, và thiếu sự hỗ trợ từ các nhà sản xuất bên thứ ba để xây dựng thư viện phần mềm của họ, dẫn đến cách họ thay đổi tiếp thị và quảng bá cho Switch. Ông cho biết chương trình khuyến mãi của Switch đã được phát triển "để làm rõ những gì đã được đề xuất", và rằng họ đã "nhận được hỗ trợ mạnh mẽ" từ các nhà phát triển phần mềm lớn và nhỏ và các nhà sản xuất để hỗ trợ hệ máy mới.
Vào giữa tháng 1 năm 2017, Fils-Aimé nói với Polygon rằng Breath of the Wild, sẽ ra mắt với Switch vào tháng 3 năm 2017, sẽ là tựa trò chơi cuối cùng của Nintendo dành cho Wii U. Nintendo chính thức thông báo ngưng sản xuất Wii U trên toàn thế giới vào ngày 31 tháng 1 năm 2017.  Mặc dù vậy, máy đã có bản trò chơi phát hành của bên thứ ba cho đến năm 2020.